# Emma Carrick-Anderson
Emma Claire Carrick-Anderson (Stirling, 17 giugno 1975) è un'allenatrice di sci alpino ed ex sciatrice alpina britannica.

## Biografia
Emma Carrick-Anderson, originaria di Dunblane, debuttò in campo internazionale in occasione dei Mondiali juniores di Geilo/Hemsedal 1991; esordì ai Giochi olimpici invernali ad Albertville 1992, dove si classificò 22ª nello slalom gigante, 19ª nello slalom speciale e 17ª nella combinata, e  ai Campionati mondiali a Morioka 1993, dove si piazzò 17ª nello slalom speciale. Ai XVII Giochi olimpici invernali di Lillehammer 1994 non completò né lo slalom gigante né lo slalom speciale; nella stagione successiva esordì in Coppa del Mondo, il 15 gennaio 1995 a Garmisch-Partenkirchen in slalom speciale senza completare la gara, e l'anno dopo ai Mondiali di Sierra Nevada 1996 fu 20ª nello slalom gigante e non completò lo slalom speciale. Ai Mondiali di Sestriere 1997 si classificò 11ª nello slalom speciale e ai XVIII Giochi olimpici invernali di Nagano 1998 nella medesima specialità non completò la gara; l'anno dopo ai Mondiali di Vail/Beaver Creek 1999 si piazzò 25ª nello slalom gigante e 28ª nello slalom speciale.
Nel 2000 ottenne in slalom speciale il miglior piazzamento in Coppa del Mondo, il 9 gennaio a Berchtesgaden (16ª), e i suoi tre podi in Coppa Europa, tre terzi posti (il 15 e il 16 gennaio a Krieglach e il 7 febbraio a Sonthofen); sempre in slalom speciale ai Mondiali di Sankt Anton am Arlberg 2001 non completò lo gara, mentre ai XIX Giochi olimpici invernali di Salt Lake City 2002, sua ultima presenza olimpica, si classificò al 19º posto. Ai Mondiali di Sankt Moritz 2003, sua ultima presenza iridata, fu 25ª nello slalom speciale; si ritirò al termine di quella stessa stagione 2002-2003 e la sua ultima gara fu lo slalom speciale di Coppa del Mondo disputato l'8 marzo a Åre, non completato dalla Carrick-Anderson.
Dopo il ritiro è divenuta allenatrice nei quadri della federazione britannica; è madre di Luca, Freddy e Zak Carrick-Smith, a loro volta sciatori alpini.

## Palmarès

### Coppa del Mondo
- Miglior piazzamento in classifica generale: 87ª nel 2000

### Coppa Europa
- Miglior piazzamento in classifica generale: 32ª nel 2000
- 3 podi (dati dalla stagione 1994-1995):
  - 3 terzi posti

### Nor-Am Cup
- 2 podi (dati dalla stagione 1994-1995):
  - 2 vittorie

#### Nor-Am Cup - vittorie
| Data            | Località    | Paese       | Specialità |
| --------------- | ----------- | ----------- | ---------- |
| 2 dicembre 1995 | Winter Park | Stati Uniti | GS         |
| 3 dicembre 1995 | Winter Park | Stati Uniti | SL         |

Legenda:

GS = slalom gigante

SL = slalom speciale

### Campionati britannici
- 12 medaglie (dati dalla stagione 1994-1995):
  - 11 ori (supergigante nel 1995; supergigante, slalom gigante nel 1996; supergigante, slalom gigante, slalom speciale nel 1997; slalom speciale nel 1998; slalom gigante nel 2000; slalom gigante, slalom speciale nel 2001; slalom speciale nel 2002)
  - 1 argento (slalom gigante nel 2002)